# Ange Maxime Kazagui
Ange Maxime Kazagui, né le 8 février 1960, est un homme politique centrafricain.

## Carrière
Ange Maxime Kazagui a commencé sa carrière professionnelle en France auprès de la société Télémédia (Marketing) à Paris, puis Minolta France au Mans dans la Sarthe.
Il sera plus tard Secrétaire Général de la Chambre de Commerce, d'Industrie, des Mines et de l'Artisanat de Centrafrique. 
Il crée ses premières entreprises Promosud International et Carat Investissements au début des années 1990, spécialisées dans l'organisation des voyages d'affaires en Afrique du sud, la promotion du secteur minier, la publicité et le marketing.
En partenariat avec des associés américains et belges, il crée et gère Independent Diamond Valuators (IDV), spécialisée dans l'expertise évaluation des diamants bruts pour le compte de l'État Centrafricain et crée dans la foulée le Centre d'études du Diamant (Centre de formation des évaluateurs de diamants bruts).
Il est nommé Consul Honoraire d'Afrique du Sud en Centrafrique par le Président sud-africain Thabo Mbeki sur proposition de la ministre sud-africaine des Affaires Étrangères madame Dlamini Zuma
Représentant de la Chambre de Commerce au Conseil Économique et Social, il y est nommé Vice-président par ses pairs, puis Président de la Commission mines et industries.
Élu au Parlement de Transition CNT, il en dirige la Commission Production, Ressources Naturelles et Environnementales.
Il crée le parti Alliance pour une Nouvelle Centrafrique (ANC).
Ange Maxime Kazagui est candidat à l'élection présidentielle centrafricaine de 2015-2016 ; il obtient 0,25% des voix au premier tour.  
Il est ministre de la Communication et porte-parole du gouvernement au sein du gouvernement Sarandji II à partir de septembre 2017. Il est reconduit à ce poste au sein du gouvernement Ngrebada I et du gouvernement Ngrebada II avant d'être remplacé en juin 2021 par Serge Ghislain Djorie.

## Famille
Il est le fils de l'homme politique Jean-Claude Kazagui.